# Обыкновенная песчаная змея
Обыкновенная песчаная змея (Psammophis sibilans) — ядовитая змея из семейства Psammophiidae.
Общая длина составляет в среднем 90—110 см, максимальная — 180 см. Голова узкая, заострённая, слабо отграничена от шеи. Туловище длинное. Глаза большие, зрачки круглые. Лобовой щиток длинный и узкий. Верхняя поверхность головы покрыта большими симметричными щитками. Окраска очень изменчива. Бывает светло-серой, оливковой, жёлто-коричневой, красноватой, тёмно-коричневой. Голова сверху однотонная, без рисунка или со слабо выраженным узором из тёмных пятен. Впереди и позади глаз заметны узкие белые зоны. На туловище присутствуют три светлые продольные полосы, тянущиеся от шеи до хвоста. Одна, часто прерывистая или вообще исчезает, по позвоночнику, и 2 по бокам туловища. Пространство между полосами бывает покрыто тёмными крапинами или сетчатым рисунком, образованным тёмными краями чешуек. Встречаются и однотонно окрашенные особи.
Вид распространён в центральной и северо-восточной частях Африки. Обитает в степях, на травянистых склонах холмов, в каменистых саваннах с кустарниковой растительностью, оазисах, вблизи воды. Часто встречается в антропогенных ландшафтах: на полях, в садах, населённых пунктах, и даже в жилище человека. Избегает засушливых пустынных мест. 
Ведёт дневной образ жизни. Хорошо лазает по деревьям. Рацион состоит в основном из ящериц, лягушек и грызунов, также поедает птенцов и небольших змей. Свою добычу хватает челюстями и удерживает до тех пор, пока животные не перестают двигаться. Более крупную добычу душит кольцами тела, подобно полозам.
Яйцекладущая змея. В кладке от 10 до 15 яиц.